# LDRSHIP
LDRSHIP és un acrònim pels set valors bàsics de l'Exèrcit dels Estats Units i significa:
1. Loyalty (Lleialtat) - A la constitució, l'exèrcit, el teu superior i els teus companys
2. Duty - (Deure) Complir les teves obligacions.
3. Respect - (Respecte) - tractar a les persones com t'agrada que et tractin a tu.
4. Selfless Service - (Servei desinteressat) - Posar el benestar de la nació, l'Exèrcit, i el vostre equip abans del vostre propi.
5. Honor - (Honor) - Viure amb tots els valors de l'Exèrcit.
6. Integrity - (Integritat) Fes el que està bé, legalment i moralment.
7. Personal Courage (Coratge) - Fer front a la por, el perill i l'adversitat (física o moral).